# Bulcsú (keresztnév)
A Bulcsú régi magyar személynév, ismeretlen eredetű. A búcsú és bocsát szavakkal való összefüggése erősen vitatott.

## Gyakorisága
Az 1990-es években szórványos név, a 2000-es években nem szerepel a 100 leggyakoribb férfinév között.

## Névnapok
- április 28.[2]
- május 4.[2]
- június 4.[2]
- november 13.[2]
- november 20.[2]
- december 12.[2]

## Híres Bulcsúk
- Bulcsú vezér 10. századi magyar hadvezér
- Bertha Bulcsu (kivételesen rövid u-val) – magyar író
- Székely Bulcsú olimpiai bajnok vízilabdázó
- Révész Bulcsú U18 Európa-bajnok snookerjátékos